# Saba Posvećeni
Sveti Saba ili Saba Posvećeni (439. – 532.), kapadocijsko-grčki redovnik, svećenik i svetac Pravoslavne i Katoličke Crkve. Njegovo ime na aramejskom znači "starac" (סַבָּא).

## Životopis
Roditelji su mu bili Sofija i vojni zapovjednik Ivan. Saba je rođen kod Mutalaske, i bio je Grk. Kad mu je bilo 8 godina, Saba je ušao u samostan biskupa Flavijana Antiohijskog. Bio je iznimno darovit te je brzo naučio čitati. Njegovi su roditelji htjeli da se vrati svjetovnu životu i oženi, ali je Saba otišao u Jeruzalem. Ostao je u samostanu sv. Eutimija Velikog.
Eutimije je poslao Sabu opatu Teoktistu. Nakon opatove je smrti Saba otišao u jednu špilju. Eutimije je uvijek nadgledao Sabu. Nakon smrti Eutimija, Saba je otišao u drugu špilju. Oko njega su se počeli skupljati sljedbenici. Navodno su se oko Sabe događala mnoga čuda. On je liječio bolesne i opsjednute. Vjerovalo se da je njegova molitva pomogla da kiša pada. Njegov je najpoznatiji učenik bio Ćiril od Skitopolisa. Borio se aktivno protiv monofizitskog krivovjerja.
Umro je u 92. godini, 5. prosinca 532. godine. U Rimu je u čast sv. Sabe u 9. stoljeću sagrađena bazilika. Njegove relikvije nalazile su se u Veneciji, ali je u znak zajedništva prema istočnim kršćanima papa Pavao VI. odobrio da se relikvije prenesu u samostan sv. Sabe blizu Jeruzalema.